# AZI2
AZI2‏ (5-azacytidine induced 2) هوَ بروتين يُشَفر بواسطة جين AZI2 في الإنسان.